# 1850-kompromiset
- Californien ansøger under guldfeberen om optagelse som en fri stat
- Texas kræver territorium så langt som til Rio Grande
- New Mexicos provisoriske regering modsætter sig Texas' krav og ansøger om status som fri stat

- Californien anerkendes som en fri stat
- Texas afstår territorium i forbindelse med gældseftergivelse
- Området New Mexico får status som New Mexico Territory uden stillingtagen til slaveri i delstaten

1850-kompromiset var et kompromis mellem Nord- og Sydstaterne i USA.
Siden USA's uafhængighed i 1776 og indtil 1850-kompromiset havde slavestaterne domineret amerikansk politik, ikke mindst takket været tre-femtedels klausulen.
Men da den amerikanske præsident Zachary Taylor i 1849-50 stillede forslag om at indlemme den unge delstat Californien, som pga. guldfeberen voksede med enorm fart, i den amerikanske union, ændrede magtbalancen sig. Formentlig havde Taylor, som selv var slaveejer, forventet, at Californien ville blive en slavestat, men af frygt for, at slavernes tilstedeværelse i delstaten ville underminere de hvides guldgraverarbejde, og dermed frarøve dem deres eksistensgrundlag, gik de imod slavehandlen og ytrede ønsker om at blive en fri stat. Kompromiset blev, at Californien blev anerkendt som en fri stat, mens territorierne Utah og New Mexico kunne optages senere enten som frie eller slavestater.
De frie stater udgjorde nu den befolkningsmæssige majoritet og dominerede dermed Repræsentanternes Hus, hvilket markant ændrede den politiske balance i årene, der ledte op til Den amerikanske borgerkrig.